# Premios Joe A. Callaway
Los Premios Joe A. Callaway son administrados por la Actors' Equity Association (AEA) y fueron establecidos en el año 1989 para honrar a un actor y una actriz, seleccionados por un panel de críticos, por la mejor participación en una obra clásica dentro del área metropolitana de Nueva York. Entregado en el mes de enero e incluye $1000 y una placa conmemorativa.